# Allan Lichtman
Pour les articles homonymes, voir Lichtman.
Allan Lichtman est un professeur d’histoire à l’American University de Washington, D.C..
Son système des « clés de la Maison Blanche », mis au point en 1981, a souvent permis de déterminer à l'avance le vainqueur des élections présidentielles américaines.

## Biographie

### Système des clés de la Maison Blanche
En 1981, Allan Lichtman met au point, avec l'aide du géophysicien russe Vladimir Keilis-Borok, « les clés de la Maison Blanche »,,. Il teste son système à partir de l'élection présidentielle de 1984.
Sa méthode repose sur 13 critères déterminants pour qu’un candidat puisse remporter une élection présidentielle aux États-Unis, : 
1. Après les élections de mi-mandat, le parti sortant détient plus de sièges à la Chambre des représentants des États-Unis qu’après les élections de mi-mandat précédentes.
2. L’investiture du parti sortant n’est pas concurrencée.
3. Le candidat du parti sortant est le président en exercice.
4. Il n’y a pas de campagne significative d’un tiers ou d’un indépendant.
5. L’économie à court terme n’est pas en récession pendant la campagne électorale.
6. À long terme, la croissance économique réelle par habitant pendant le mandat est égale ou supérieure à celle des deux mandats précédents.
7. L’administration sortante apporte des changements majeurs à la politique nationale.
8. Il n’y a pas eu de troubles sociaux majeurs pendant le mandat.
9. L’administration sortante n’est pas entachée par des scandales.
10. L’administration sortante ne subit pas d’échec majeur dans les affaires étrangères ou militaires.
11. L’administration sortante remporte un succès majeur dans les affaires étrangères ou militaires.
12. Le candidat du parti sortant est charismatique ou est un héros national.
13. Le candidat du parti d’opposition n’est pas charismatique ou n’est pas un héros national.

### Question de la fiabilité de ses prédictions
Avec son modèle, Allan Lichtman a prédit correctement la plupart des différentes élections depuis 1984.
Cependant, il se trompe en 2000, en prévoyant la victoire du démocrate Al Gore sur le républicain George W. Bush. Lors du décompte des voix entre Bush et Gore, il prévoit toujours la victoire d'Al Gore.
En août 2016, il annonce la victoire de la démocrate Hillary Clinton, par huit points d'avance selon sa formule de calcul. Mais à la veille de l'élection, il annonce la victoire de Donald Trump.
Il annonce en 2018 la destitution de Donald Trump, qu'il appelle de ses vœux mais qui n'intervient pas,.
En février 2020, il estime que c'est Bernie Sanders qui va gagner les primaires présidentielles du Parti démocrate, mais c'est Joe Biden qui est désigné candidat.
Il prévoit dès septembre 2024 la victoire de la démocrate Kamala Harris à l'élection présidentielle et réitère sa prédiction jusqu'au scrutin. Cependant, Donald Trump est largement réélu ; il se montre alors dépité.

## Publications
- The Case for Impeachment, HarperCollins, 2017,  (ISBN 0062696823)